# Jan Virgili
Jan Virgili, né le 26 juillet 2006 à Vilassar de Mar, est un footballeur espagnol qui joue au poste d'ailier au FC Barcelone.

## Biographie

### Carrière en club
Né à Vilassar de Mar, dans la province de Barcelone en Catalogne espagnole, Jan Virgili est passé par un bon nombre de clubs catalans, avant de rejoindre à l'été 2024 le centre de formation du FC Barcelone, où il commence sa carrière professionnelle avec l'équipe reserve en championnat d'Espagne de troisième division lors de la saison 2024-2025, où il s'illustre également avec les moins de 19 ans en remportant la Youth League,,.

### Carrière en sélection
En juin 2025, Virgili est convoqué avec l'équipe d'Espagne des moins de 19 ans pour participer au Championnat d'Europe des moins de 19 ans qui a lieu en Roumanie.
L'Espagne l'emporte en demi-finale contre l'Allemagne, sur le score de 6-5 après des prolongations et un match riche en retournements,.

## Palmarès

### En club
FC Barcelone
- Youth League
  - Vainqueur en 2025

### En sélection
Espagne -19 ans
- Championnat d'Europe
  - Finaliste en 2025